# Werner Lenz (Fußballspieler)
Werner Lenz (* 14. November 1954) spielte von 1975 bis 1983 bei Union Solingen in der zweiten Bundesliga. Er schoss als Mittelstürmer in diesem Zeitraum in 236 Zweitligaspielen 95 Tore und ist somit erfolgreichster Union-Torschütze.

## Laufbahn
Der vom VfL Solingen gekommene Nachwuchsspieler durchlief die Jugendabteilung bei Union Solingen und kam über die Amateurmannschaft in den Seniorenbereich. Bereits 1973/74 kam das Offensivtalent – damals noch bei Union Ohligs – unter Spielertrainer Horst Stockhausen im letzten Jahr der alten zweitklassigen Fußball-Regionalliga West zum Einsatz. Er absolvierte an der Seite der Mitspieler Jürgen Lehr, Gerd Knoth, Horst Kuballa und Reinhold Nordmann 16 Spiele und erzielte ein Tor. Ohligs belegte den 15. Rang und hatte in der Runde 1974/75 in der Verbandsliga Niederrhein die Verbandsspiele zu bestreiten. Für die neu eingeführte 2. Fußball-Bundesliga hatten die Nominierungspunkte nicht ausgereicht. Ab der Fusion unter dem Namen SG Union Solingen agierend, holte sich Union in der Verbandsliga Niederrhein 1975 die Meisterschaft, belegte in der Aufstiegsrunde zur 2. Bundesliga hinter Bayer Leverkusen den zweiten Rang und stieg damit in die Nordgruppe der 2. Bundesliga auf.
Bereits am ersten Spieltag, den 9. August 1975, bei dem 7:2-Auswärtserfolg beim Spandauer SV feierte Werner Lenz mit einem Treffer einen gelungenen Einstand in der 2. Bundesliga 1975/76. Er absolvierte 22 Ligaspiele und erzielte drei Treffer. Spielertrainer Stockhausen (30-1) wurde im März 1976 durch Herbert Burdenski abgelöst und Union belegte den 13. Tabellenrang. Im zweiten Jahr, 1976/77, ging es für Verein wie auch den Angreifer Lenz nicht voran, die Blau-Gelben konnten nur den 19. Platz belegen, hatten Trainerablösungen erlebt und Lenz kam nur zu 16 Einsätzen mit zwei Toren. Da dem Bonner SC die Lizenz entzogen wurde, Göttingen 05 und Wacker 04 auf das Nachrücken verzichteten, verblieb Union Solingen in der 2. Bundesliga. Zur Runde 1977/78 übernahm Horst Franz das Traineramt und Lenz katapultierte sich mit 19 Treffern in 28 Spielen in die Spitzengruppe der Zweitliga-Torjäger. Von 1977/78 bis 1982/83 traf der Union-Torjäger 90 mal in die gegnerischen Zweitligatore. Bei Union führt er überlegen mit 95 Treffern die Rangliste der Zweitligatorschützen vor Daniel Jurgeleit (59), Wolfgang Schäfer (44), Wilfried Seegler (40) und Demir Hotić mit 32 Toren an. Nach der Runde 1982/83 beendete er seine Karriere im bezahlten Fußball.
Nach seiner Profikarriere ließ er seine Laufbahn bei niederklassigen Vereinen in der Bergischen Region ausklingen.